# Spring Farm, New South Wales
Spring Farm este o suburbie în Sydney, Australia.